# Контактно обаждане
Контактните обаждания са на пръв поглед случайни звуци, издавани от много социални животни (напр. пилешкото пилкане). Контактните обаждания, за разлика от другите повиквания (като предупредителни повиквания за заплаха), обикновено не се използват широко, не са забележими повиквания, а по-скоро кратки възклицания, които се различават между отделните лица. Често съобщението, което обаждането е предназначено да предаде, е специфично за дейността на индивида или групата, като например информиране на други членове на групата за местонахождението на човек, докато се търси храна. Някои социални животински видове предават сигнала за потенциална опасност, като спират обажданията за контакт, без да използват алармени повиквания. Чарлз Дарвин пише за това във връзка с дивите коне и говеда.

## Хъмкането и контактното обаждане
Джоузеф Йордания предполага, че човешкото хъмкане би могло да играе функция на контактно обаждане сред ранните човешки предци. Според неговото предложение хората изпитват притеснение да бъдат в пълно мълчание (което е знак за опасност за тях) и ето защо хората, които са сами, понякога си хъмкат (безгласно тананикат), свирят, говорят си или слушат телевизия или радио по време на други дейности.

## Птици
Птиците използват контактни обаждания по време на полет, за да установят местоположението си и да се информират за присъствието си, докато летят и се хранят. За някои видове тези повиквания се състоят от кратък, висок звук, разпознат и дублиран точно от партньорите им. Някои птици, като гъски, „кряскат“ (honk), докато са в миграция, за да съобщят местоположението и близостта до другите в ятото си.
При парапатричните и симпатричните видове птици, където териториите на един вид могат да граничат или да се припокриват с тези на друг вид, контактните обаждания на всеки вид могат да се развиват дивергентно, за да помогнат да се разграничат един вид от този на другия в непосредствена близост. Когато един вид може да има малко или никакви различия между контактните обаждания на отделни алопатрични популации, популациите с припокриващи се територии могат да променят своето обаждане за контакт, за да звучи различно от граничната популация. Същият модел на вариация се наблюдава при някои видове птици, като „белооките птици“ (Zosterops spp.) с нарастваща височина и дължина/ширина.

### Предупреждение
Някои видове птици имат предупредителни повиквания, за да предупредят конкретно други индивиди за хищници. Синигерът Poecile atricapillus предупреждава за степента на заплаха на приближаващия се хищник според по броя на пятите „de“. Призивът му, „chick-a-dee-dee-dee“, може да показва по-голяма опасност от „chick-a-dee-dee“. Някои обаждания разкриват повече подробности за приближаващ се хищник, посочени от височината или скоростта. Когато във въздуха има заплашителен враг, като ястреб или орел, храстовата сойка предупреждава други сойки да търсят прикритие, използвайки тънък, писклив призив. За разлика от това, приближаващата се хищна котка провокира нисък звук на „мъмрене“ (scolding) и призовава познатите сойки за помощ при изплашването на натрапника.

### Комфорт
Папагалите, отглеждани като домашни любимци, демонстрират контактни обаждания със собствениците си. Папагалите се обаждат, за да установят, че човекът е наблизо, и продължават да извършват повикването (понякога нараствайки по-силно в писък), докато не получи потвърждение. Писъците се развиват при домашни папагали, както и при диво ято, когато животното усеща, че неговите нужди не са удовлетворени, тъй като контактните обаждания не се били разбрани.

## Елен
Еленът комуникира с контактни обаждания, предупредителни обаждания и други обаждания, за да сигнализира, когато са готови да се размножават, да се хранят, да намират други в групата си, след като са изхвърлили кадифето си (покривката на рогата), да сигнализират за разочарование, да призовават близки елени и да сплашват нежеланите посетители.

## Мармоти и диви кози
Мармотите комуникират помежду си със свистящи тонове. При тях, както при дивите кози, свирукането служи за оповестяване на опасност.

## Примати

### Котешки лемур
Контактното обаждане на котешкия лемур се използва интензивно за комуникация и се класифицира според степента на вълнение, което лемурът постига в дадена ситуация. Когато е ниско до умерено възбудено, лемурът стене; чува се „мяукане“ („meow“), когато вълнението е повишено до умерено ниво или когато дадена ситуация ще доведе до групово обединение. Най-гръмкото обаждане се случва, когато лемур е отделен от стадото си и е разпознаваем чрез отчетлив „плач“.

### Джуджевидна мармозетка
Джуджевидните мармозетки са разработили вокална система, в която са установени две акустично различни контактни обаждания. Тези две различни обаждания позволяват на отделните мармозетки да идентифицират другите в своето население. Обаждането, което човек използва, варира като отговор на обаждането, което е чул. Ако едно от контактните обаждания се възпроизвежда през високоговорител (от познато място до мармозетките), може да се предвиди отговорът от даден индивид което показва, че разговорите се използват като идентификационен механизъм за комуникация.

### Мечи павиани
Наблюдавано е, че мечите павиан използват контактни обаждания не само като инструменти за идентификация и локализация на членовете на групата, но и като начин за комуникация на съобщения помежду си относно техния статус по отношение на основната група. Майките павиани могат да разпознават и намират контактните обаждания или лаенето на нейното потомство, когато се осмеляват самостоятелно да търсят храна или да изследват, например, за да могат да ги намерят, ако се изгубят и се нуждаят от помощ за намиране на обратния път. Майката никога не лае обратно, освен ако няма опасност да бъде отделена от групата (т.е. търсенето на нейното потомство ще я отведе твърде далеч от групата, докато се движи по терена). В този случай тя ще излезе леко в посока на призоваващото бебе и ще лае с прекъсвания, за да позволи на изгубения бабуин да проследи гласа ѝ и да се върне обратно към групата.